# Thatcham

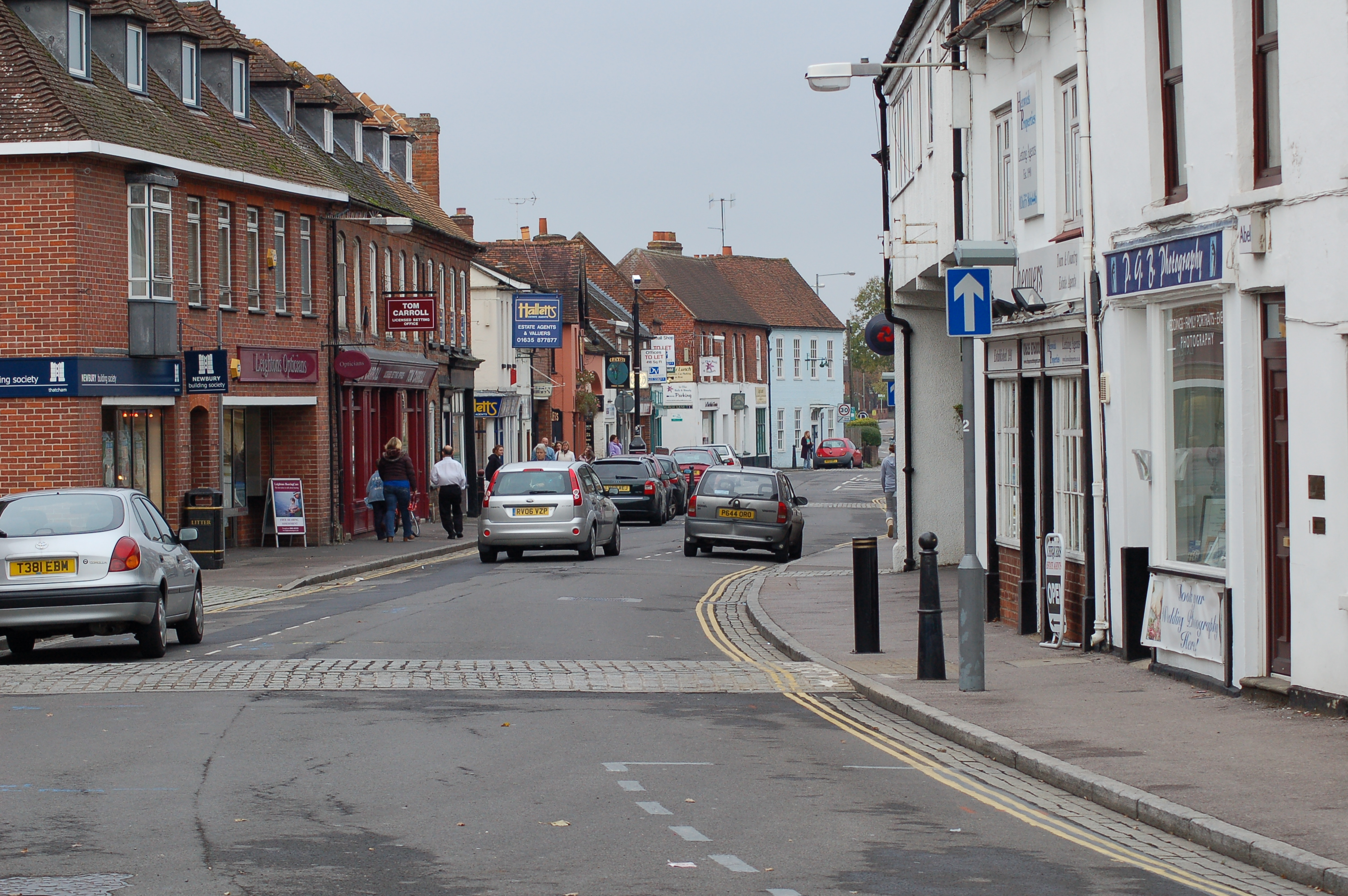
High Street

Thatcham ist eine kleine Stadt zwischen Reading und Newbury in Berkshire, Südengland. Der Fluss Kennet fließt durch Thatcham. Im Parish lebten 2011 25.267 Einwohner. Die Bürgermeisterin von Thatcham ist Ellen Crumly (Stand Mai 2017). Partnerstadt von Thatcham ist Nideggen in der Eifel.

## Thatcham Research
Thatcham ist namensgebend und Sitz für Thatcham Research – Automitive Risk Intelligence, früher Motor Insurance Repair Research Centre, einer Organisation der britischen Kfz-Versicherer. Dieses Zentrum ist Mitglied des europäischen NCAP-Konsortiums. Bei Thatcham Research werden u. a. Tests zur Sicherheit im Automobilbereich durchgeführt; so z. B. von Kindersitzen, Kopfstützen oder auch Felgenschlössern.